# Aplidium cerebrum
Aplidium cerebrum är en sjöpungsart som beskrevs av Monniot 200. Aplidium cerebrum ingår i släktet Aplidium och familjen klumpsjöpungar. Inga underarter finns listade i Catalogue of Life.